# Инфективни еритем
Инфективни еритем, познатији као „пета болест“ је својеврсни поремећај коже изазван инфекцијом парвовирусом B19. Болест углавном погађа децу узраста од 3 и 15 година. Парвовирус је веома заразан патоген који се углавном шири преко респираторних капљица.
Знаци болести обично се јављају након инкубационог периода од 4 до 14 дана (понекад и до двадесет дана) од момента инфекције парвовирусом B19. Болест се најчешће манифестује појавом црвене оспе на лицу, која је по изгледу слична променама нанетих шамаром по образу. Неколико дана касније сличне промене, код болесника, могу се јавити и у виду црвенила, на рукама и по телу. Код око 20% деце или одраслих, заражених овим вирусом, неће се јавити никакви симптоми болести.
Особе оболеле од инфективног еритема највише су заразне у периоду инкубације (од 4 до 14 дана), тј. пре појаве оспе и других промена на кожи.

## Историја
Болест је први пут описао Роберт Вилан 1799. године као rubeola, sine catarrho, Anton Tschamer 1889. године дао је њену бољу клкасификацију приказујући је као варијанта рубеоле. Потом је 1896. године Theodor Escherich болест приказао као посебно стање, које је 1899. године добило коначан назив инфективни еритем (erythema infectiosum). Вирус је први пут описан 1957. године на Универзитету у Пенсилванији од стране Вернера, Брахмана и других.

## Етиологија
Инфективни еритем је једно од најчешћих, али безопасних обољење дечјег узраста. Болест се карактерише класичним егзантемом на лицу, слично шамару по образу. Инфекцију изазива хумани парвовирус Б19 - Parvovirus B19 (B19V), који инфицира само људе.
Пси или мачке могу да буду вакцинисане против „парвовируса“, али то су животињски парвовируси који не инфицирају људе. Дакле, дете не може да „заради“ парвовирус од кућног љубимца пса или мачке, а љубимац мачка или пас не може да „заради“ људски парвовирус Б19 од болесног детета.
Парвовирус Б19 је изолован у респираторном секрету (нпр у пљувачки, испљувку, или носној слузи) код инфицираних особа пре почетка оспе, када се прво јављају симптоми у виду прехладе. Вирус се вероватно преноси са особе на особу директним контактом са секретима оболелих особа, као што су заједничко пиће, пешкири или прибор за јело. У домаћинству, 50% осетљивих особа изложено је зарази у контакту са оболелим чланом породице. Током школске епидемија, 10% до 60% ученика може да оболи од „пете болести“.
Особа заражена парвовируса Б19 је заразна током прве половине болести, пре него што се појави оспа. До тренутка када дете има манифестацију „ошамареног образа“ или оспе пете болести, он или она вероватно више није заразна и може да се врати у школу или обданишта. Заразни период се разликује код ове болести од оног код многих других осипних грозница, као што су морбили, варичела итд, код којих је дете заразно у периоду док има оспу.
Осетљиве особе обично постају болесне 4 до 14 дана након што су заражене вирусом, али се болест може развити и 20 дана после инфекције.
Појава симптома болести не јавља се код око 20% одраслих особа и деце инфицираних парвовирусом Б19. Осим тога, неке особе заражене вирусом имаће неспецифични облик болести који није карактеристичан за „пету болест“. Особе заражене вирусом, развију трајни имунитет који их штити од инфекције у будућности.
Парвовирус Б19 може такође бити повезан и са другим хематолошким, реуматолошким и неуролошким поремећајима, укључујући полиартропатију, апластичну анемију и фетални хидропс.

## Епидемиологија
Инфекција парвовирусом Б19 је уобичајена појава у свету. Старосна структура болесника слична је оној у Сједињеним Државама. Мали број група, које живе на удаљеним географским локацијама, једино нису изложене хуманом парвовирусу.
Инфекција парвовирусом Б19 је веома честа у Сједињеним Америчким Државама. Стопа серопозитивности је 5-10% код мале деце (узраста од 2-5 година), и расте на 50% према старости од 15 година и 60% према старости од 30 година. Мали проценат одраслих стиче инфекцију сваке године, што доводи до појаве око серопозитивности до 90% у одраслих старијих особа изнад 60 година. Годишња стопа сероконверзија међу трудницама без парвовируса Б19 је 1,5%.
Клинички случајеви инфекција парвовирусом Б19 могу бити спорадична или се појавити експлозивно од краја зиме до раног пролећа. Атаци у току школских епидемија могу да буду високи и до 60% и средња ако се шири преко контакта са неимуним домаћинима. Инфекција може бити опасна за децу професионалних лица, здравствених радника, по стопи од 20% пријављених у неким студијама. Примећена је појава цикличног повећање броја инфицираних, и врхунац оболелих сваке 3-4 године.
Раса
Болест не показује склоност према појединим расама.
Пол
У принципу, инфекција парвовирусом Б19 подједнако погађа мушкарце и жене. Код старијих жена постоји већа шанса за развој постинфективног артритиса.
Старост
Инфекција парвовирусом Б19 је уобичајена у школском узрасту и код млађе деце која бораве у објектима дневног боравака. У принципу, деца преносе вирус на родитеље и родбину. Код мале деце, серопреваленца антитела се креће од 5-10%. Она се повећава на 50% у адолесцената и расте до 90% код старијих особа.

### Инфекција парвовирусом Б19 у трудноћи
Инфекција парвовирусом код деце и одраслих, претходно здравих, је уобичајена болест која не оставља никакве трајне последице. Међутим, ако настане у току трудноће, пета болест може да изазове појаву компликација код новорођенчета. Она може да изазове феталну анемије, која ако остане непримећена може имати озбиљне последице по новорођено дете. Ако крвна слика бебе постане сувише ниска, што се дешава у феталној анемији, може настати интраутерина смрт плода. Срећом, овај трагични исход може бити избегнут правилном и правовременом дијагностиком и лечењем.
Проценат компликација пете болести у трудноћи
| Компликације                                                                             | Проценат  |
| ---------------------------------------------------------------------------------------- | --------- |
| Фетуса може бити заражено петом болести од оболеле мајке                                 | 30%       |
| Мајки оболеле од пете болести изгубиће фетус                                             | 10%       |
| Инфицирани фетус развиће феталну анемију (хидропс)                                       | 3%        |
| Фетуса може да преживи интраутерино хидропс након интраутериног лечења трансфузијом крви | 60 до 80% |

## Клиничка слика
У много пацијената са петом болешћу уопште се не манифестују симптом и знаци болести. Студије показују да, иако 40% до 60% одраслих особа широм света има лабораторијске доказе о инфекцији парвовирусом Б19 у прошлости, већина не може да се сети да је имао симптоме болести пете болести. Ово је навело лекаре да верују да је већина људи у контакту са парвовирусом Б19, имало инфекцију или врло благе симптоме, или није имало симптоме у пертходном животу.
Први (продромални) симптоми болести су најчешће слабо изражени и неспецифични и почињу око прве недеље након излагања инфекције или последњих два до три дан пре манифестација болести, и карактерише их;
- Главобоља (у 20% педијатријских пацијената)
- Грозница (20%)
- Бол у грлу (15%)
- Сврабеж (15%)
- Цурење из носа (10%)
- Бол у стомаку (10%)
- Артралгија - болови у зглобовима (10%)

Наведени симптоми се чешће јављају код одраслих него код деце, и присутни су као заједнички симптоми у до 50% болесника.
Затим, се код болесника могу јавити знаци црвене оспе на лицу (сличних променама нанетих шамаром по образу ). Оспа по лицу је најкарактеристичнији клинички знак „пете болести“ и чешће је присутан код деце него код одраслих. Код неких болесника оспа се може јавити неколико дана касније након појаве првих симптома, на грудима, леђима, задњици, или на рукама и ногама у облику бубуљичасто папулозне ерупције (познате као „синдром рукавица и чарапа") која може бити праћена сврабежом, најизраженији на табанима. Оспа може да варира у интензитету и брзини повлачења, од 7 до 10 дана, па до неколико недеља. У фази повлачења кожа добије изглед у облику чипке.
Оспа се уочава у око 75%, парвовирусом Б19 инфициране деца, а у мање од 50% у инфицираних одраслих особа.
Болест може пратити бол и оток зглобова (тзв. синдром полиартропатије), који је чешћи код одраслих, а нарочито жена. Код неки одраслих болесника могу се јавити само болови у зглобовима, и то најчешће на рукама, ногама, или коленима, без других знакова. Бол у зглобовима најчешће траје од 1 до 3 недеље, а понекад месецима па и дуже. Синдром полиартропатије код пете болести не оставља никакве последице.
У неким случајевима парвовирус инфекција може да изазове акутни престанак производње црвених крвних ћелија, узрокујући пролазну апластичну анемију, хроничну аплазију еритроцита и фетални хидропс или урођену анемију. Код претходно здравих појединаца, то је благ облик анемије који траје један краћи временски период. Код пацијената са болестима које су већ скратила животни век еритроцитима (нпр. анемија услед недостатак гвожђа, вирусна хумана имунодефицијенција, болест српастих ћелија, таласемија, сфероцитоза, као и код особа са ослабљеним имунским системом, као што су оболели од АИДС-а, примаоци трансплантата или оболели од рака, анемија може бити тешка и дугог трајања након смиривања инфекције, понекад и са тешким компликацијама. Симптоми анемије укључују; умор, бледило коже и диспнеју.
Код неких особа са анемијом или недостатком гвожђа може да развије, потенцијални по живот опасни, поремећај названа пролазна критична апластична анемија, у којој тело није у стању да формира нова црвена крвна зрнца.
У веома ретким случајевима, пета болест може да проузрокује отицање различитим делова тела, укључујући и мозак (енцефалитис), мождане опне (менингитис) и плућа (пнеумонија). Вирус такође може узроковати погоршање симптома код особа које пате од аутоимунских болести, нпр. системског лупуса и еритемског лупуса.

## Дијагноза
За дијагнозу „пете болести“ лекару је најчешће довољан физички преглед болесника, код кога се уочава оспа типичног изгледа на лицу, слична изгледу промена нанетих шамаром по образу лица пацијента, или артралгија која је евидентна у току испитивања. Ово је довољно када се дијагностикује пета болест код претходно здравог детета или одрасле особе, међутим осип није присутан у свим случајевима, па се прегледом крви може утврдили да ли је болесник осетљиви или имуни на инфекцију парвовирусом Б19.
У случајевима пете болести која се дешава током трудноће или код имунокомпромитованих пацијента или код анемичног појединца, дијагноза се мора потврдити допунским прегледима. Зато се од оболеле особе узима узорак крви и испитује на присутност вирусних антитела. У испитиваном узорку крви код пете болести присутне су ове две врсте антитела: имуноглобулин - Г (IgG) и имуноглобулин - М (IgM). Ако су присутна  антитела, онда можемо закључити да је у току акутна инфекција, или је инфекција парвовирусом Б19 недавно прележана. Ако су присутна  антитела можемо закључити да је та особа имала инфекцију вирусом и да је створила општи имунитет (који настаје након петог дана болести), који ће је штити од инфекције парвовирусом Б19 у будућности.
Уколико се у испитиваном узорку не открије присуство антитела, за таквог пацијента кажемо да је осетљиви на инфекцију парвовирусом Б19. Ако је то особа женског пола и налази се у репродуктивном периоду, када затрудни одмах треба предузети превентивне мере. Оне обухватају: избегавање контакта са зараженим особама, често прање руку и примена других противепидемијске мере у епидемијом парвовирусом Б19 захваћеном подручју.

## Диференцијална дијагноза
Пету болест треба разликовати од других заразних болести са оспом: шарлах, богиње, овчије богиње, рубеола, тродневна грозница. Сличан еритем лица такође се може јавити код инфекције Борелијом или еритемског лупуса, што такође треба имати у виду током дијагностике.

## Терапија
Како за „пету болест“ не постоји специфичан лек, и данас је лечење још увек симптоматско. У акутном стадијуму болести неопходна је изолација болесника у топлој али добро проветреној просторији и примена хигијенско дијететског режима исхране. Због надражаја коже праћеног сврабом и боловима може се применити локална антипруригинозна терапија. Повишена температура и надражајни кашаљ сузбијају се антипиретицима (аспирин, бруфен, панадол), седативима, антитусицима.
Код неких болесника може се развити озбиљан облик анемије изазване инфекцијом парвовирусом Б19. Такви болесници се обавезно хоспитализују и код њих се примењује трансфузија крви. Лица са имунолошким поремећајем често захтевају посебну медицинску негу, укључујући и лечење имуноглобулином (антитела), како би се њихово тело ослободило од инфекције.